# Clear Lake (Dakota del Sud)
Clear Lake és una població dels Estats Units a l'estat de Dakota del Sud. Segons el cens del 2000 tenia 1.335 habitants.

## Demografia
Segons el cens del 2000, Clear Lake tenia 1.335 habitants, 565 habitatges, i 354 famílies. La densitat de població era de 170,7 habitants per km².
Dels 565 habitatges en un 27,4% hi vivien nens de menys de 18 anys, en un 54,3% hi vivien parelles casades, en un 6,7% dones solteres, i en un 37,2% no eren unitats familiars. En el 33,8% dels habitatges hi vivien persones soles el 18,4% de les quals corresponia a persones de 65 anys o més que vivien soles. El nombre mitjà de persones vivint en cada habitatge era de 2,24 i el nombre mitjà de persones que vivien en cada família era de 2,86.
Per edats la població es repartia de la següent manera: un 23,4% tenia menys de 18 anys, un 6,9% entre 18 i 24, un 23,1% entre 25 i 44, un 19,7% de 45 a 60 i un 26,9% 65 anys o més.
L'edat mediana era de 42 anys. Per cada 100 dones de 18 o més anys hi havia 82,4 homes.
La renda mediana per habitatge era de 31.522 $ i la renda mediana per família de 40.859 $. Els homes tenien una renda mediana de 27.250 $ mentre que les dones 19.236 $. La renda per capita de la població era de 15.755 $. Entorn del 3,4% de les famílies i el 9,2% de la població estaven per davall del llindar de pobresa.

## Poblacions més properes
El següent diagrama mostra les poblacions més properes.